# نسيان الوجوه
نسيان الوجوه (بالإنجليزية: Prosopamnesia)‏ ((باللاتينية: προσωπον) هي كلمة يونانية مكونة من جزئيين "προσωπον" وتعني وجه و" αμνησια" تعني نسيان) ونسيان الوجوه هو ضعف عصبي انتقائي في القدرة على تعلم وجوه جديدة وهناك شبكة عصبونية حيوية خاصة لمعالجة الوجوه على عكس الأجسام الأخرى غير الوجهية، وهو أيضا عجز في جزء هذه الشبكة العصبونية الحيوية المسؤولة عن ترميز التصورات كذكريات.

## نظرة عامة
يظهر نسيان الوجوه في المرضى على أنه عدم القدرة على التعرف على الأشخاص الذين واجهتهم من قبل بناء على وجوههم، وبهذه الطريقة من السهل الخطأ بين نسيان الوجوه وعمى تعرف الوجوه، ويعرف عمى تعرف الوجوه بأنه عدم القدرة على إدراك الوجوه أو التعرف عليها وهو أيضا عجز يحدث مبكرًا في الشبكة العصبونية الحيوية أثناء معالجة محفزات الوجه، في حين أن نسيان الوجوه يحدث عندما يحاول الدماغ ترميز محفزات الوجه المعالجة في الذاكرة، ولا يمكن للمصاب بعمى تعرف الوجوه أن يتعرف حتى على وجوه أفراد عائلته على مدى العمر، ولدى المصابين بنسيان الوجوه ذاكرة لمحفزات الوجه التي تعلموها قبل ظهور حالتهم (في حالة نسيان الوجوه المكتسبة) أو لمحفزات الوجه التي واجهوها بشكل متكرر لفترات طويلة من الزمن (في حالة نسيان الوجوه الوراثية). حاليًا يوجد حالتين فقط تم تشخيصهما لمرض نسيان الوجوه ويرجع هذا على الأرجح إلى حقيقة أنه يمكن أن يُشخّص نيسان الوجوه بشكل خاطئ على أنه عمى تعرف الوجوه بناءً على الأعراض، وحتى أن بعض الأطباء قد أدركوا أوجه الفروق بين العجز في إدراك الوجه وترميز ذاكرة الوجه وصنفوا أوجه العجز على أنها فئات فرعية من عمى تعرف الوجوه. وعدم الاتساق هذا في داخل المجتمع العلمي لتصنيف المرضى الذين يعانون من عجز في ترميز ذاكرة الوجه هو أحد الأسباب التي تجعل تشخيص هذا المرض نادر، ومعظم المعلومات الحالية حول كيفية حدوث نسيان الوجوه داخل الدماغ هي افتراضية ولم تثبت بسبب قلة وجود دراسات عن هذه الحالة. فقد يحدث تشخيص صحيح لنسيان الوجوه عندما يصبح الأطباء قادرين على معرفة الفرق بين عمى التعرف على الوجوه ونسيان الوجوه.

## الأعراض
- صعوبة التعرف على الأشخاص خاصة عند مواجهة أشخاص غير مألوفين.
- استخدام دلائل غير الوجه للتعرف على الأشخاص مثل الشعر أو طريقة المشي أو النظارات.
- الحاجة للقاء الأشخاص مرات عديدة قبل أن يتمكن الشخص من تذكر أسمائهم.
- صعوبة في تتبع الشخصيات في الأفلام أو البرامج التلفزيونية.
- القلق الاجتماعي.
- وجود ذاكرة لوجوه الأشخاص الذين واجههم المريض قبل حدوث تلف في الدماغ (في الحالة المكتسبة فقط).

## الأسباب
يمكن أن يكون نسيان الوجوه موروثًا جينيًا (تطوري) أو يتم اكتسابه نتيجة تلف الدماغ العرضي، ولم يُتحقق من السبب الدقيق لنسيان الوجوه لأن هناك حالتين معروفتين فقط. اقترح كل مجموعة من الأطباء الذين درسوا نسيان الوجوه المشخص حاليًا تفسيرات مختلفة قليلًا عن السبب، ووصفت مجموعة الدكتور تيبيت أن سبب نسيان الوجوه هو «الانفصال بين آليات التعلم والممثلات الخاصة بالنطاق» وبعبارة أخرى، هو خلل وظيفي عام في قدرة الدماغ على ترميز ممثل محفزات الوجه في الذاكرة، وافترضت مجموعة الدكتور وليامز أن سبب نسيان الوجوه عدم قدرة باحة الوجه المغزلي على الحفاظ على تمثيل مستقر للوجوه الجديدة لفترة طويلة بما يكفي ليتم ترميزها في الذاكرة، ويعتمد هذا الاستنتاج جزئيًا على استجابات المريض المختلفة للوجوه المألوفة وغير المألوفة داخل باحة الوجه المغزلي كما يظهر في استجابات نسبة الاكسجين في الدم المسجل أثناء اختبارات التصوير بالرنين المغناطيسي الوظيفي.

## شبكة المعالجة العصبية
داخل الدماغ يتم معالجة المحفزات البصرية مع العديد من الشبكات العصبية الحيوية، ونظرا لأهمية تطور القدرة على التعرف على الوجوه وربط المعلومات بالآخرين طَوّر البشر شبكة عصبية مميزة لمعالجة محفزات الوجه، ومنذ اكتشاف هذه الشبكة المميزة تمت دراسة الهياكل التشريحية المعنية بعمق، وتحدُث المعالجة الأولية للمحفزات البصرية في قشرة الفص الجبهي  والقشرة الجدارية الخلفية والطّلَل، ومن ثم يتم تحديد المحفزات على أنها معالجة للوجه وأكثر دقة، وتحدث المحفزات داخل باحة الوجه المغزلي والفص القذالي والمنطقة الانتقائية للوجه من التلم الصدغي العلوي، وتخدم باحة الوجه المغزلي المهام ذات المستوى المنخفض مثل التمييز بين التفاصيل والأشياء المتشابهة المعروفة، أما بالنسبة للفص القذالي والتلم الصدغي العلوي فهم يخدمون المهام المعالجة ذات المستوى العالي مثل ربط هوية الشخص بوجهه ومعالجة المشاعر بناءً على ترتيب ملامح الوجه على التوالي، وبمجرد معالجة محفزات الوجه يتم ترميزها في الذاكرة وهذا يشمل العديد من هياكل الدماغ بما في ذلك الفص الصدغي  والحُصين، فيتضمن تخزين واسترجاع هذه الذكريات نفس مناطق باحة الوجه المغزلي وقشرة الفص الجبهي والقشرة الجدارية الخلفية التي قامت بمهام المعالجة الأولية.

## التشخيص
تُستخدم المعايير التالية لتشخيص المرضى الذين يعانون من نسيان الوجوه:
- الأداء العادي في مهام معالجة الوجه التي لا تتضمن الذاكرة
- أداء ضعيف في المهام التي تشمل على تكوين ذكريات الوجه الجديدة
- المعالجة الطبيعية لأنواع أخرى من المحفزات البصرية مثل: اللون والأشياء وإلخ...
- التكوين الطبيعي للذكريات غير الوجهية مثل الأماكن والأشياء والأنماط والكلمات وإلخ...

في حالة نسيان الوجوه المكتسب يجب أن يتوافق التعرف على الوجوه مع توقيت الإصابة؛ بمعنى أن الوجوه التي تتم مواجهتها قبل الإصابة يتم التعرف عليها بأنها مألوفة أما الوجوه التي تتم مواجهتها بعد الإصابة تعتبر غير مألوفة.

### اختبار ذاكرة الوجه
يعد اختبار ذاكرة الوجه والإدراك أمرا أساسيًا لضمان التشخيص الدقيق لعمى تعرف الوجوه ونسيان الوجوه، وطُوّرَت العديد من اختبارات الذاكرة وإدراك الوجه واستُخدِمت من قبل الباحثين في الماضي بما في ذلك اختبار وارينقتون لذاكرة التعرف على الوجوه واختبار بنتون للتعرف على الوجه واختبار كامبريدج لإدراك الوجه وذاكرة الوجه الذين تم تطويرهم من أجل معالجة أوجه القصور في أول اختبارين، وتحتوي اختبارات وارينقتون لذاكرة التعرف على الوجه معلومات وفيرة عن ميزات الوجه غير الداخلية، اختبار بنتون للتعرف على الوجه يسمح للشخص الخاضع للاختبار على الاعتماد على الميزات التي تطابق الاستراتيجيات المستخدمة مثل خط الشعر والحاجبين بدلًا من التعرف على تكوين الوجه، واختبار كامبريدج لإدراك الوجوه يسمح للمشاركين بإلقاء نظره على الوجه المستهدف ومن ثم يصنفون 6 وجوه أخرى وفقًا لتشابههم مع الوجه المستهدف، وسيفشل الأشخاص المصابون بعمى تعرف الوجوه في هذا الاختبار بينما سيجتازه الأشخاص المصابون بنسيان الوجوه مما يجعل هذا الاختبار السّمَة المميزة للتفرقة بين الاضطرابين. فاختبار كامبريدج لذاكرة الوجه يمنح للمشاركين 20 ثانية لإلقاء نظرة على مجموعة من الوجوه المستهدفة ثم يتم بعد ذلك عرض حالات الاختبار (وهي مجموعة من ثلاثة وجوه) للمشاركين أحدها من المجموعة الأولى من الوجوه المستهدفة، ويتم منحهم درجة بناء على عدد الوجوه المستهدفة التي يمكنهم التعرف عليها بشكل صحيح من حالات الاختبار، ويتكرر الاختبار باستخدام وجوه مستهدفه مختلفة لها مستويات مختلفة من التشويش الجاوسي، وسيسجل الشخص الذي لديه قدرات طبيعية في معالجة الوجه في هذا الاختبار متوسط 80٪ بينما سيسجل الشخص الذي يعاني من ضعف معالجة الوجه أو ذاكرة الوجه (الشخص المصاب بنسيان الوجوه) أقل من 50٪.

## التاريخ
تم اقتراح نسيان الوجوه لأول مره على أنه اضطراب عصبي مختلف في عام 1996، ولاحظ الأطباء مريضًا بدا أنه مصاب بعمى تعرف الوجوه بعد إصابة في الفص الصدغي، وكان هذا المريض الأولي غير قادر على معرفة وجوه الأشخاص الذين واجههم بعد الإصابة ولكن لم يواجه مشكلة في التعرف على وجوه الأشخاص الذين يعرفهم سابقًا، وأدى هذا التناقض إلى أن ينظر الأطباء إلى العجز على أنه ينطوي على ترميز ذكريات الوجه وليس مجرد الإدراك وكانت هذه الحالة الأولى تعتبر من نسيان الوجوه المكتسب. وبعد أكثر من عقد صادفت مجموعة أخرى من العلماء مريضًا مماثلا واعتقدت المجموعة في البداية أن المريضة كانت مصابه بعمى تعرف الوجوه بناءً على أعراضها ومع ذلك بعد إجراء المزيد من التحقيقات اكتشفوا أن المشكلة ليست في إدراك الوجوه لأن المريضة تمكنت من النجاح في اختبار كامبريدج لإدراك الوجه ولكنها أظهرت عجزًا في تذكر محفزات الوجه بناءً على النتائج السيئة في اختبار كامبريدج لذاكرة الوجه، وعند هذا الاكتشاف وجد الأطباء بحثًا قد اُجريَ في الحالة الأولية لنسيان الوجوه ووصلوا إلى نفس التشخيص، وبعد هذه الحالة تم تحسين معايير تشخيص نسيان الوجوه من قائمة الأعراض المحددة إلى مقياس أكثر رسمية يتطلب درجة طبيعية في اختبار إدراك الوجه ودرجة منخفضة بشكل ملحوظ في اختبار ذاكرة الوجه (مثل الاختبارات التي طُورَت في كامبريدج)، وفي الحالة الثانية من تشخيص نسيان الوجوه أبلغ المريض عن عجز مدى الحياة في القدرة على تذكر الوجوه، وهذا يشير إلى أن الضرر الذي يلحق الشبكة العصبونية الحيوية لمعالجة الوجه يمكن أن يكون جينيًا (النوع التطوري) أو تلفًا عرضيًا في الدماغ (النوع المكتسب).

## الآثار المترتبة على علم الأعصاب
هناك العديد من الأثار المترتبة على مجال علم الأعصاب التي يدعمها اكتشاف نسيان الوجوه، وداخل الشبكة العصبونية الحيوية المعنية بمعالجة المحفزات البصرية يوجد شبكة خاصة لمعالجة الوجه، وتوجد هذه الشبكة العصبونية منذ الولادة كما يتضح في الأطفال حديثي الولادة الذين يظهرون استعدادًا لتتبع الأنماط الشبيهة بالوجه، والأطفال الطبيعيون قادرين على التعرف على الوجوه المألوفة ويتضح هذا من حقيقة أن الأطفال يتفاعلون بشكل مختلف (مثل الابتسامة أو البكاء) عندما يقترب الناس منهم اعتمادًا على ما أذا كانوا مألوفين أم لا، واستنادا على نظرية التطور لكي تنشأ شبكة عصبونية حيوية فريدة وتُورث يجب أن تكوّن بعض مزايا البقاء أو اللياقة البدنية، وتم اقتراح أن القدرة على التعرف على الوجوه مهم لرؤية الشخص الأخر كصديق أو عدو، وتخصص هذه الشبكة بمرور الوقت لتصبح أكثر مهارة في التفرقة في ملامح الوجه بين الأشخاص المألوفين والمجموعات العرقية والفئات العمرية، وقد أدى هذا إلى ظاهرة تعرف باسم تأثير ما بين الأعراق حيث يكون الناس أفضل بكثير في التمييز بين وجوه الناس من نفس المجموعة، وتتضمن الآثار الأخرى من نسيان الوجوه تقسيم العمل داخل الدماغ، والمصابون بنسيان الوجوه المكتسب هم قادرون على التعرف على الوجوه المألوفة قبل حدوث تلف الدماغ، وهذا يعني تقسيم العمل بين ترميز الذاكرة الأولي وتخزين المعلومات ويقترح أيضًا ان تُنفذ هذه المهام في مناطق مختلفة داخل الدماغ، ويتميز نسيان الوجوه بأنه عجز في ترميز ذكريات الوجه أما عمى تعرف الوجوه فهو عجز في إدراك معلومات الوجه، وحقيقة أن هناك العديد من أقسام العمل داخل الشبكة العصبونية الحيوية لمعالجة الوجه والشبكات العصبونية الأخرى بشكل عام تسبب صعوبات في التمييز بين الاضطرابات مثل عمى تعرف الوجوه ونسيان الوجوه.